# Marcel Schweitzer
Marcel Schweitzer (* 16. Juli 1980) ist ein deutscher Ministerialbeamter (SPD). Er war von 2018 bis 2025 der Sprecher des Senats der Freien und Hansestadt Hamburg.

## Leben
Schweitzer studierte ab 2001 Geschichte, Politik und Öffentliches Recht an der Universität Hamburg. Er schloss das Studium 2010 mit dem Magister ab. Anschließend war er von 2010 bis 2013 Geschäftsführer des Bunds der Steuerzahler in Hamburg.
Von Oktober 2013 bis November 2018 war Schweitzer Sprecher der Hamburger Behörde für Arbeit, Soziales, Familie und Integration. Anfang Dezember 2018 wurde er als Nachfolger von Jörg Schmoll Sprecher des Hamburger Senats. Er amtierte unter den Senaten Tschentscher I und II. Im Mai 2025 schied er aus diesem Amt aus; ihm folgte Christopher Harms nach.
Schweitzer ist Mitglied der SPD.